# Выползовское сельское поселение
Выползовское се́льское поселе́ние — упразднённое муниципальное образование в Бологовском районе Тверской области Российской Федерации, существовавшее в 2005 — 2023 годах.
Центр поселения — посёлок Выползово.
Выползовское сельское поселение образовано в 2005 году, включило в себя территорию Ильятинского, часть Гузятинского сельских округов и территорию посёлка Выползово.
Законом Тверской области от 26 мая 2023 года № 24-ЗО муниципальное образование было упразднено с включением всех населённых пунктов в состав Бологовского муниципального округа.

## Географические данные
- Общая площадь: 250 км².
- Нахождение: западная часть Бологовского района, состоит из двух частей, разделённых территорией ЗАТО Озёрный.
  - Граничит:
    - на севере — с Валдайским СП и Березайским СП,
    - на востоке — с Гузятинским СП и Куженкинским СП,
    - на юге — с территорией ЗАТО Озёрный,
    - на западе — с Новгородской областью, Валдайский район.

Главные реки — Березайка, Едерка. Много озёр, крупнейшие — Михайловское, Островито.
Поселение пересекают автомагистраль «Москва — Санкт-Петербург» М10 (E 105) и Октябрьская железная дорога, линия «Бологое-Московское— Валдай— Старая Русса— Дно-1».

## Население
| 2010  | 2011  | 2012  | 2013  | 2014  | 2015  | 2016  |
| ----- | ----- | ----- | ----- | ----- | ----- | ----- |
| 2233  | ↗2418 | ↘2145 | ↗2167 | ↘2143 | ↘2066 | ↘2060 |
| 2017  | 2018  | 2019  | 2020  | 2021  |       |       |
| ↘2019 | ↘1964 | ↘1887 | ↘1859 | ↗2041 |       |       |

На 1.01.2008 — 2531 человек, по переписи 2010 года — 2233 человека.

## Населённые пункты
На территории поселения находятся 16 населённых пунктов:
| №  | Населённый пункт | Тип населённого пункта  | Население |
| -- | ---------------- | ----------------------- | --------- |
| 1  | Базарово         | деревня                 | 1         |
| 2  | Выползово        | посёлок                 | ↘1659     |
| 3  | Головково        | деревня                 | 0         |
| 4  | Ильятино         | село                    | 463       |
| 5  | Леоново-Городок  | деревня                 | 6         |
| 6  | Межутоки         | деревня                 | 0         |
| 7  | Михайловское     | деревня                 | 7         |
| 8  | Молчаново        | деревня                 | 9         |
| 9  | Нарачино         | деревня                 | 15        |
| 10 | Нарачино         | железнодорожная станция | 1         |
| 11 | Никитеревец      | деревня                 | 7         |
| 12 | Новый Березай    | деревня                 | 33        |
| 13 | Погарино         | деревня                 | 11        |
| 14 | Старый Березай   | деревня                 | 8         |
| 15 | Токарево         | деревня                 | 0         |
| 16 | Трубичино        | деревня                 | 10        |

### Бывшие населённые пункты
На территории поселения исчезли деревни Горка, Зубцово, Кузима, Кренье, Погорелка и другие.

## Известные люди
В деревне Нарачино родились два Героя Советского Союза:

 Евгений Иванович Кузнецов.

 Николай Тимофеевич Александров.